# Gmina Tisno
Gmina Tisno (chorw. Općina Tisno) – gmina w Chorwacji, w żupanii szybenicko-knińskiej. W 2011 roku liczyła  3094 mieszkańców.